# Bastrop (Luizjana)
Bastrop – miasto w Stanach Zjednoczonych, w stanie Luizjana, w parafii Morehouse. Według spisu w 2020 roku liczy 9691 mieszkańców, w tym 78,9% to Afroamerykanie. 